# Unione Calcio AlbinoLeffe 2010-2011
Questa voce raccoglie le informazioni riguardanti l'Unione Calcio AlbinoLeffe nelle competizioni ufficiali della stagione 2010-2011.

## Stagione
Come annunciato al termine della stagione precedente, Emiliano Mondonico viene confermato sulla panchina dell'AlbinoLeffe; novità invece per quanto riguarda l'allenatore in seconda, la cui scelta è ricaduta su Daniele Fortunato, mentre Mirco Poloni entra nello staff in qualità di collaboratore tecnico.
Nel mercato estivo viene ingaggiato come portiere Tomasig, in difesa ritorna Regonesi dal fallito Rimini, a centrocampo va rimarcata la conferma del finlandese Hetemaj, mentre in attacco approda il giovane talento sardo Cocco.
Per quanto riguarda il fronte cessioni, salutano Bergamo Pelizzoli, Bernardini, Cellini e Ruopolo, oltre a Perico e Laner che vengono mandati a fare esperienza in Serie A.
Nella prima parte di campionato l'Albinoleffe fatica molto, a causa soprattutto di un gruppo ancora troppo acerbo nel quale i giovani talenti faticano a mettersi in mostra.
Da qui la decisione di ingaggiare, a campionato in corso, due calciatori di indiscussa esperienza come Zenoni e Mingazzini.
I risultati non tardano a vedersi: il culmine è il mese di dicembre con le vittorie ai danni di due favorite per la promozione come Reggina ed Empoli.
Da segnalare l'ottimo cammino in Coppa Italia: eliminati Pescara e Crotone nei primi due turni eliminatori, i seriani si devono arrendere alla Lazio nella prima storica sfida allo Stadio Olimpico di Roma, vinta 3-0 dai biancocelesti.
Nel girone di ritorno Mondonico ha un problema di salute ed è costretto a lasciare, per qualche tempo, la panchina al suo vice Fortunato.
L'AlbinoLeffe subisce una nuova flessione che lo porta a chiudere il campionato al 18º posto, qualificandosi al play-out contro il Piacenza.
La doppia sfida si conclude con due pareggi e, in virtù del regolamento, è la Celeste a salvarsi in quanto piazzatasi meglio nella regular season.
Per l'Albinoleffe è l'ottava salvezza consecutiva, la seconda conquistata agli spareggi dopo quella della stagione 2005-2006 contro l'Avellino, mentre gli emiliani retrocedono in Lega Pro.

## Divise e sponsor
Lo sponsor tecnico per la stagione 2010-2011 è Acerbis, mentre lo sponsor ufficiale è UBI Assicurazioni. La prima maglia è celeste con inserti blu, la seconda maglia è rossa con inserti bianchi e la terza maglia è blu con inserti celesti.

## Rosa
| N. |                      | Ruolo | Calciatore        |
| -- | -------------------- | ----- | ----------------- |
| 1  | Italia (bandiera)    | P     | Luca Tomasig      |
| 2  | Italia (bandiera)    | C     | Alessandro Salvi  |
| 3  | Italia (bandiera)    | D     | Dario Bergamelli  |
| 4  | Italia (bandiera)    | C     | Enrico Geroni     |
| 4  | Slovenia (bandiera)  | D     | Simon Klun        |
| 5  | Italia (bandiera)    | C     | Dario Passoni     |
| 6  | Italia (bandiera)    | C     | Roberto Previtali |
| 7  | Italia (bandiera)    | C     | Michael Cia       |
| 8  | Italia (bandiera)    | C     | Alessio Manzoni   |
| 9  | Italia (bandiera)    | C     | Paolo Grossi      |
| 10 | Italia (bandiera)    | C     | Davide Bombardini |
| 11 | Italia (bandiera)    | C     | Valerio Foglio    |
| 13 | Italia (bandiera)    | D     | Paolo Maino       |
| 14 | Italia (bandiera)    | D     | Ruben Garlini     |
| 15 | Argentina (bandiera) | A     | Leandro Martínez  |
| 16 | Italia (bandiera)    | D     | Francesco Luoni   |
| 17 | Guinea (bandiera)    | A     | Karamoko Cissé    |
| 18 | Italia (bandiera)    | A     | Manuel Personé    |

| N. |                      | Ruolo | Calciatore           |
| -- | -------------------- | ----- | -------------------- |
| 19 | Italia (bandiera)    | A     | Andrea Cocco         |
| 20 | Italia (bandiera)    | D     | Mattia Serafini      |
| 21 | Italia (bandiera)    | D     | Luigi Sala           |
| 22 | Italia (bandiera)    | D     | Cristian Zenoni      |
| 23 | Italia (bandiera)    | A     | Matteo Momenté       |
| 27 | Italia (bandiera)    | D     | Fabio Lebran         |
| 28 | Italia (bandiera)    | P     | Stefano Layeni       |
| 29 | Italia (bandiera)    | C     | Michael Girasole     |
| 32 | Italia (bandiera)    | A     | Omar Torri           |
| 52 | Italia (bandiera)    | A     | Massimiliano Pesenti |
| 58 | Finlandia (bandiera) | C     | Mehmet Hetemaj       |
| 69 | Italia (bandiera)    | P     | Yuri Morandi         |
| 77 | Italia (bandiera)    | D     | Matteo Piccinni      |
| 78 | Italia (bandiera)    | C     | Nicola Mingazzini    |
| 79 | Italia (bandiera)    | D     | Pierre Regonesi      |
| 89 | Italia (bandiera)    | C     | Anthony Taugourdeau  |
| 91 | Italia (bandiera)    | D     | Francesco Bianchetti |
| 93 | Italia (bandiera)    | C     | Mattia Valoti        |

## Calciomercato

### Sessione estiva(dall'1/7 all'1/9)
| Acquisti | Acquisti                | Acquisti  | Acquisti                   |
| R.       | Nome                    | da        | Modalità                   |
| -------- | ----------------------- | --------- | -------------------------- |
| P        | Stefano Layeni          | Prato     | rinnovo prestito           |
| P        | Daniel Offredi          | Milan     | riscattato                 |
| P        | Luca Tomasig            | Reggiana  | prestito                   |
| D        | Fabio Lebran            | Parma     | compartecipazione          |
| D        | Valerio Foglio          | Vicenza   | riscattato                 |
| D        | Dario Bergamelli        | Atalanta  | rinnovo compartecipazione" |
| D        | Matteo Piccinni         | Udinese   | riscattato                 |
| D        | Pierre Giorgio Regonesi |           | parametro zero             |
| D        | Mattia Serafini         | Ravenna   | fine prestito              |
| C        | Michael Cia             | Atalanta  | rinnovo compartecipazione  |
| C        | Michael Girasole        | Atalanta  | rinnovo compartecipazione  |
| D        | Paolo Grossi            | Varese    | rinnovo compartecipazione  |
| C        | Mehmet Hetemaj          | Paniōnios | riscattato                 |
| C        | Alessio Manzoni         | Parma     | prestito                   |
| C        | Alessandro Salvi        | Prato     | fine prestito              |
| C        | Anthony Taugourdeau     | Carpi     | definitivo                 |
| A        | Karamoko Cissé          | Atalanta  | rinnovo compartecipazione  |
| A        | Andrea Cocco            | Cagliari  | compartecipazione          |
| A        | Leandro Martínez        | Biaschesi | definitivo                 |

| Cessioni | Cessioni            | Cessioni        | Cessioni                  |
| R.       | Nome                | a               | Modalità                  |
| -------- | ------------------- | --------------- | ------------------------- |
| P        | Paolo Branduani     | Feralpisalò     | prestito                  |
| P        | Daniel Offredi      | Reggiana        | prestito                  |
| P        | Ivan Pelizzoli      | Lokomotiv Mosca | fine prestito             |
| D        | Gabriele Cioffi     |                 | svincolato                |
| D        | Gabriele Perico     | Cagliari        | compartecipazione         |
| C        | Antonino Bernardini |                 | svincolato                |
| C        | Mattia Corradi      | Prato           | prestito                  |
| C        | Andrea Cristiano    | Ascoli          | prestito                  |
| C        | Donato Disabato     | Prato           | prestito                  |
| C        | Davide Di Quinzio   | Montichiari     | prestito                  |
| C        | Simon Laner         | Cagliari        | compartecipazione         |
| C        | Nicola Madonna      | Atalanta        | rinnovo compartecipazione |
| C        | Mirco Poloni        |                 | fine carriera             |
| A        | Robert Guri Baqaj   | Halmstad        | prestito                  |
| A        | Giacomo Beretta     | Milan           | riscattato                |
| A        | Christian Esposito  | Novara          | definitivo                |
| A        | Marco Cellini       | Varese          | parametro zero            |
| A        | Francesco Ruopolo   |                 | parametro zero            |

### Trasferimenti tra le due sessioni di mercato
| Acquisti | Acquisti          | Acquisti | Acquisti       |
| R.       | Nome              | da       | Modalità       |
| -------- | ----------------- | -------- | -------------- |
| D        | Cristian Zenoni   |          | parametro zero |
| C        | Nicola Mingazzini |          | parametro zero |

### Sessione invernale(dal 3/1 all'1/2)
| Acquisti | Acquisti      | Acquisti | Acquisti   |
| R.       | Nome          | da       | Modalità   |
| -------- | ------------- | -------- | ---------- |
| D        | Simon Klun    | Celje    | definitivo |
| C        | Mattia Valoti | Milan    | prestito   |

| Cessioni | Cessioni            | Cessioni      | Cessioni          |
| R.       | Nome                | a             | Modalità          |
| -------- | ------------------- | ------------- | ----------------- |
| D        | Paolo Maino         | Barletta      | prestito          |
| D        | Mattia Serafini     | Atletico Roma | definitivo        |
| C        | Enrico Geroni       | Barletta      | prestito          |
| C        | Mattia Valoti       | Milan         | compartecipazione |
| C        | Anthony Taugourdeau | Prato         | prestito          |

## Risultati

### Serie B

#### Girone di andata
| Arbitro: | Cervellera (Taranto) |

|               |           |           |
| Lunardini 62’ | Marcatori | 51’ Torri |

| Arbitro: | Gallione (Alessandria) |

|  |           |                                    |
|  | Marcatori | 22’ Tavano 63’ Surraco 64’ Dionisi |

| Arbitro: | Velotto (Grosseto) |

|                         |           |  |
| Sommese 19’ Gazzola 68’ | Marcatori |  |

| Arbitro: | Merchiori (Ferrara) |

|                                  |           |            |
| Piccinni 16’ Salvi 80’ Torri 83’ | Marcatori | 3’ Pereira |

| Arbitro: | Palazzino (Ciampino) |

|           |           |              |
| Torri 14’ | Marcatori | 52’ Ginestra |

| Arbitro: | Baratta (Salerno) |

|                          |           |  |
| Succi 11’ Di Gennaro 32’ | Marcatori |  |

| Arbitro: | Bagalini (Fermo) |

|                  |           |                       |
| Cissé 56’ (rig.) | Marcatori | 43’ Olivi 73’ Bonanni |

| Arbitro: | Corletto (Castelfranco Veneto) |

|                   |           |                         |
| Stanco 68’, 90+2’ | Marcatori | 41’ (rig.), 46’ Momentè |

| Arbitro: | Gallione (Alessandria) |

|                        |           |               |
| Martinez 39’ Torri 42’ | Marcatori | 83’ Terranova |

| Arbitro: | Ostinelli (Como) |

|                |           |  |
| Abbruscato 12’ | Marcatori |  |

| Arbitro: | Cervellera (Taranto) |

|           |           |  |
| Torri 35’ | Marcatori |  |

| Arbitro: | Giacomelli (Trieste) |

|                             |           |  |
| Motta 47’ González 62’, 86’ | Marcatori |  |

| Arbitro: | Palazzino (Ciampino) |

|                             |           |                |
| Momentè 52’ Foglio 53’, 71’ | Marcatori | 90+1’ Quadrini |

| Arbitro: | Candussio (Cervignano del Friuli) |

|                  |           |  |
| R. Bianchi 45+1’ | Marcatori |  |

| Arbitro: | Doveri (Roma) |

|            |           |                                                |
| Momenté 7’ | Marcatori | 10’ Dalla Bona 38’ (rig.) Piovaccari 89’ Volpe |

| Arbitro: | Bagalini (Fermo) |

|                                       |           |                               |
| Caridi 11’ Guidone 13’ Alessandro 17’ | Marcatori | 19’, 75’ Previtali 28’ Grossi |

| Arbitro: | Merchiori (Ferrara) |

|            |           |                            |
| Acerbi 72’ | Marcatori | 17’ Girasole 88’ Previtali |

| Arbitro: | Ruini (Reggio Emilia) |

|                |           |  |
| Cissé 10’, 87’ | Marcatori |  |

| Arbitro: | Nasca (Bari) |

|                                      |           |          |
| Ceravolo 41’ (rig.) Ruopolo 71’, 82’ | Marcatori | 32’ Sala |

| Arbitro: | Baratta (Salerno) |

|                                             |           |                               |
| Foglio 8’ Bombardini 57’ Momenté 77’ (rig.) | Marcatori | 27’ Marchi 43’, 79’ Graffiedi |

| Arbitro: | Giacomelli (Trieste) |

|                                 |           |                |
| Larrondo 29’ (rig.) Brienza 55’ | Marcatori | 90’ Bombardini |

#### Girone di ritorno
| Arbitro: | Pinzani (Empoli) |

|           |           |                 |
| Cocco 22’ | Marcatori | 33’ Della Rocca |

| Arbitro: | Palazzino (Genova) |

|                  |           |                        |
| Tavano 9’ (rig.) | Marcatori | 21’ Momenté 43’ Grossi |

| Arbitro: | Cervellera (Taranto) |

|           |           |              |
| Torri 42’ | Marcatori | 10’ Feczesin |

| Arbitro: | Giancola (Vasto) |

|                                      |           |  |
| Ebagua 27’ Carrozza 43’ Pugliese 72’ | Marcatori |  |

| Arbitro: | Corletto (Castelfranco Veneto) |

|  |           |          |
|  | Marcatori | 6’ Torri |

| Arbitro: | Ruini (Reggio Emilia) |

|                               |           |                        |
| Torri 44’ (rig.) Foglio 90+3’ | Marcatori | 39’ (rig.) Vantaggiato |

| Arbitro: | Bagalini (Fermo) |

|                         |           |  |
| Mengoni 23’ Bonanni 44’ | Marcatori |  |

| Bergamo 1º marzo 2011, ore 20:45 CET 29ª giornata | AlbinoLeffe         | 0 – 0 referto | Modena | Stadio Atleti Azzurri d'Italia (1.694 spett.)\| Arbitro: \| Merchiori (Ferrara) \| |
| Arbitro:                                          | Merchiori (Ferrara) |               |        |                                                                                    |

| Arbitro: | Palazzino (Ciampino) |

|                            |           |           |
| Cariello 56’ Cesaretti 57’ | Marcatori | 72’ Cissé |

| Arbitro: | Corletto (Castelfranco Veneto) |

|                           |           |                         |
| Cocco 45+2’ C. Zenoni 62’ | Marcatori | 79’ Abbruscato 89’ Paro |

| Arbitro: | Tozzi (Ostia Lido) |

|                                |           |            |
| Cunico 12’ (rig.) Altinier 63’ | Marcatori | 15’ Grossi |

| Arbitro: | Candussio (Cervignano del Friuli) |

|                               |           |              |
| Bergamelli 36’, 49’ Cocco 53’ | Marcatori | 31’ González |

| Arbitro: | Velotto (Grosseto) |

|                |           |  |
| De Falco 90+3’ | Marcatori |  |

| Arbitro: | Gallione (Alessandria) |

|          |           |                          |
| Sala 51’ | Marcatori | 20’ Pagano 87’ Antenucci |

| Arbitro: | Calvarese (Teramo) |

|  |           |                                          |
|  | Marcatori | 40’ Grossi 42’, 57’ Torri 45+4’ Regonesi |

| Arbitro: | Ruini (Reggio Emilia) |

|                |           |            |
| Regonesi 90+8’ | Marcatori | 68’ Caridi |

| Arbitro: | Tommasi (Bassano del Grappa) |

|                |           |                                    |
| Mingazzini 12’ | Marcatori | 28’, 80’ Campagnacci 37’ Bonazzoli |

| Arbitro: | Giacomelli (Trieste) |

|                                        |           |           |
| Stovini 38’ Forestieri 63’ Coralli 81’ | Marcatori | 84’ Cocco |

| Arbitro: | Velotto (Grosseto) |

|                        |           |                                 |
| Grossi 45+2’ Torri 76’ | Marcatori | 5’, 42’ Bonaventura 17’ Ruopolo |

| Arbitro: | N. Stefanini (Prato) |

|            |           |                           |
| Guerra 16’ | Marcatori | 47’ Cocco 60’, 74’ Grossi |

| Arbitro: | Calvarese (Teramo) |

|            |           |  |
| Grossi 84’ | Marcatori |  |

#### Play-out
| Piacenza 4 maggio 2011, ore 20:45 CEST Gara di andata | Piacenza      | 0 – 0 referto | AlbinoLeffe | Stadio Leonardo Garilli (5.609 spett.)\| Arbitro: \| Ciampi (Roma) \| |
| Arbitro:                                              | Ciampi (Roma) |               |             |                                                                       |

| Arbitro: | Pinzani (Empoli) |

|                         |           |                                |
| Girasole 10’ Grossi 34’ | Marcatori | 49’ (rig.) Cacia 76’ Graffiedi |

### Coppa Italia
| Arbitro: | Nasca (Bari) |

|                                 |           |             |
| Cissé 17’ (rig.) Torri 44’, 45’ | Marcatori | 49’ Maniero |

| Arbitro: | Guida (Torre Annunziata) |

|  |           |              |
|  | Marcatori | 54’ Piccinni |

| Arbitro: | C. Russo (Nola) |

|                                        |           |  |
| Garrido 15’ Stendardo 45’ Del Nero 86’ | Marcatori |  |

## Statistiche

### Statistiche di squadra
| Competizione | Punti | In casa | In casa | In casa | In casa | In casa | In casa | In trasferta | In trasferta | In trasferta | In trasferta | In trasferta | In trasferta | Totale | Totale | Totale | Totale | Totale | Totale | DR  |
| Competizione | Punti | G       | V       | N       | P       | Gf      | Gs      | G            | V            | N            | P            | Gf           | Gs           | G      | V      | N      | P      | Gf     | Gs     | DR  |
| ------------ | ----- | ------- | ------- | ------- | ------- | ------- | ------- | ------------ | ------------ | ------------ | ------------ | ------------ | ------------ | ------ | ------ | ------ | ------ | ------ | ------ | --- |
| Serie B      | 49    | 21      | 8       | 7       | 6       | 33      | 33      | 21           | 5            | 3            | 13           | 22           | 33           | 42     | 13     | 10     | 19     | 55     | 66     | -11 |
| Play-out     | -     | 1       | 0       | 1       | 0       | 2       | 2       | 1            | 0            | 1            | 0            | 0            | 0            | 2      | 0      | 2      | 0      | 2      | 2      | 0   |
| Coppa Italia | -     | 1       | 1       | 0       | 0       | 3       | 1       | 2            | 1            | 0            | 1            | 1            | 3            | 3      | 2      | 0      | 1      | 4      | 4      | 0   |
| Totale       | -     | 23      | 9       | 8       | 6       | 38      | 36      | 23           | 6            | 3            | 14           | 23           | 36           | 47     | 15     | 12     | 20     | 61     | 72     | -11 |

### Statistiche dei giocatori
| Giocatore      | Serie B+Play-out | Serie B+Play-out | Serie B+Play-out | Serie B+Play-out | Coppa Italia | Coppa Italia | Coppa Italia | Coppa Italia | Totale   | Totale | Totale      | Totale     |
| Giocatore      | Presenze         | Reti             | Ammonizioni      | Espulsioni       | Presenze     | Reti         | Ammonizioni  | Espulsioni   | Presenze | Reti   | Ammonizioni | Espulsioni |
| -------------- | ---------------- | ---------------- | ---------------- | ---------------- | ------------ | ------------ | ------------ | ------------ | -------- | ------ | ----------- | ---------- |
| D. Bergamelli  | 28+1             | 2                | 6                | 1                | -            | -            | -            | -            | 29       | 2      | 6           | 1          |
| F. Bianchetti  | -                | -                | -                | -                | 1            | 0            | 0            | 0            | 1        | 0      | 0           | 0          |
| D. Bombardini  | 24+2             | 2                | 5                | 1                | 1            | 0            | 0            | 0            | 27       | 2      | 5           | 1          |
| M. Cia         | 7                | 0                | 1                | 0                | 2            | 0            | 0            | 0            | 9        | 0      | 1           | 0          |
| K. Cissé       | 20+2             | 4                | 3                | 1                | 2            | 2            | 0            | 0            | 24       | 6      | 3           | 1          |
| A. Cocco       | 28+2             | 5                | 4+1              | 0                | -            | -            | -            | -            | 30       | 5      | 5           | 0          |
| V. Foglio      | 29+2             | 4                | 5                | 2                | 3            | 0            | 1            | 0            | 34       | 4      | 6           | 2          |
| R. Garlini     | 14               | 0                | 2                | 1                | 2            | 0            | 0            | 0            | 16       | 0      | 2           | 1          |
| E. Geroni      | 5                | 0                | 2                | 0                | 2            | 0            | 0            | 0            | 7        | 0      | 2           | 0          |
| M. Girasole    | 14+1             | 1+1              | 1                | 0                | 3            | 0            | 0            | 0            | 18       | 2      | 1           | 0          |
| P. Grossi      | 24+2             | 8+1              | 2                | 0                | 1            | 0            | 0            | 0            | 27       | 9      | 2           | 0          |
| M. Hetemaj     | 35+1             | 0                | 11               | 2                | 2            | 0            | 1            | 0            | 38       | 0      | 12          | 2          |
| S. Layeni      | 6+2              | -11+-2           | 1                | 0                | 3            | -4           | 1            | 0            | 11       | -17    | 2           | 0          |
| F. Lebran      | 13+2             | 0                | 2+2              | 0                | -            | -            | -            | -            | 15       | 0      | 4           | 0          |
| F. Luoni       | 31               | 0                | 8                | 0                | 1            | 0            | 0            | 0            | 32       | 0      | 8           | 0          |
| L. A. Martinez | 13               | 1                | 1                | 0                | 1            | 0            | 0            | 0            | 14       | 1      | 1           | 0          |
| P. Maino       | 2                | 0                | 0                | 0                | 3            | 0            | 0            | 0            | 5        | 0      | 0           | 0          |
| N. Mingazzini  | 15               | 1                | 3                | 0                | 1            | 0            | 0            | 0            | 16       | 1      | 3           | 0          |
| M. Momenté     | 22               | 6                | 4                | 0                | 1            | 0            | 0            | 0            | 23       | 6      | 4           | 0          |
| D. Passoni     | 19+2             | 0                | 4                | 0                | 1            | 0            | 0            | 0            | 22       | 0      | 4           | 0          |
| M. Pesenti     | 4                | 0                | 0                | 0                | -            | -            | -            | -            | 4        | 0      | 0           | 0          |
| M. Personé     | -                | -                | -                | -                | 1            | 0            | 0            | 0            | 1        | 0      | 0           | 0          |
| M. Piccinni    | 35+2             | 1                | 11+2             | 0                | 2            | 1            | 0            | 0            | 39       | 2      | 13          | 0          |
| R. Previtali   | 32+2             | 3                | 10+1             | 0                | 1            | 0            | 0            | 0            | 35       | 3      | 11          | 0          |
| P. G. Regonesi | 27+2             | 2                | 6                | 0                | 1            | 0            | 0            | 0            | 30       | 2      | 6           | 0          |
| L. Sala        | 31               | 2                | 7                | 1                | -            | -            | -            | -            | 31       | 2      | 7           | 1          |
| A. Salvi       | 10               | 1                | 0                | 0                | 1            | 0            | 0            | 0            | 11       | 1      | 0           | 0          |
| M. Serafini    | -                | -                | -                | -                | 1            | 0            | 0            | 0            | 1        | 0      | 0           | 0          |
| A. Taugourdeau | 2                | 0                | 0                | 0                | 1            | 0            | 0            | 0            | 3        | 0      | 0           | 0          |
| L. Tomasig     | 36               | -55              | 4                | 0                | -            | -            | -            | -            | 36       | -55    | 4           | 0          |
| O. Torri       | 27+1             | 11               | 2                | 0                | 1            | 2            | 0            | 0            | 29       | 13     | 2           | 0          |
| M. Valoti      | 1                | 0                | 0                | 0                | 1            | 0            | 0            | 0            | 2        | 0      | 0           | 0          |
| C. Zenoni      | 32+2             | 1                | 8                | 1                | 1            | 0            | 0            | 0            | 35       | 1      | 8           | 1          |